# Перьер-ан-Ож
Перье́р-ан-Ож (фр. Périers-en-Auge) — коммуна во Франции, находится в регионе Нижняя Нормандия. Департамент коммуны — Кальвадос. Входит в состав кантона Дозюле. Округ коммуны — Лизьё.
Код INSEE коммуны — 14494.

## Население
Население коммуны на 2010 год составляло 141 человек.
| 1962 | 1968 | 1975 | 1982 | 1990 | 1999 | 2010 |
| ---- | ---- | ---- | ---- | ---- | ---- | ---- |
| 118  | 113  | 85   | 96   | 114  | 145  | 141  |

## Экономика
В 2010 году среди 94 человек трудоспособного возраста (15—64 лет) 68 были экономически активными, 26 — неактивными (показатель активности — 72,3 %, в 1999 году было 63,0 %). Из 68 активных жителей работали 64 человека (35 мужчин и 29 женщин), безработных было 4 (4 мужчины и 0 женщин). Среди 26 неактивных 6 человек были учениками или студентами, 11 — пенсионерами, 9 были неактивными по другим причинам.